# فرودگاه پورتیج کریک
فرودگاه پورتیج کریک (به انگلیسی: Portage Creek Airport) یک فرودگاه همگانی بهره‌برداری هوایی با کد یاتا PCA است که یک باند فرود شن و خاک دارد و طول باند آن ۵۸۵ متر است. این فرودگاه در کشور ایالات متحده آمریکا قرار دارد و در ارتفاع ۳۹ متری از سطح دریا واقع شده است.